# Phragmacossia micromaculata
Phragmacossia micromaculata is een geslacht van vlinders van de familie houtboorders (Cossidae). De wetenschappelijke naam werd voor het eerst geldig gepubliceerd in 2009 door Roman Viktorovich Yakovlev.

## Type
- holotype: "male, 12-17.VII.1963. leg. Kasy & Vartian, genitalia slide MWM no. 9263"
- instituut: MWM, München, Duitsland
- typelocatie: "Afghanistan, Nuristan, 25 km N of Barikot, 1800 m"